# Павел Корчагин (фильм)
«Павел Корчагин» — советский цветной художественный фильм по книге Николая Островского «Как закалялась сталь», снятый в 1956 году, вторая по счёту экранизация этого романа.

## Сюжет
Действие фильма происходит в 1920—1930 гг. Прикованный к постели смертельной болезнью Павел Корчагин вспоминает о славных днях своей боевой юности: об участии в революционной борьбе, о боях с белополяками, о строительстве зимой железной дороги для спасения города от холода и голода, о самоотверженном труде и нечеловеческой усталости, суровом быте военного коммунизма и о своей трудной любви.
Корчагин постепенно теряет зрение, но решает закончить работу над книгой своих воспоминаний.

## В ролях
| Актёр             | Роль           |
| ----------------- | -------------- |
| Василий Лановой   | Павел Корчагин |
| Эльза Леждей      | Рита Устинович |
| Тамара Страдина   | Тоня Туманова  |
| Владимир Маренков | Иван Жаркий    |
| Павел Усовниченко | Жухрай         |
| Дмитрий Милютенко | Токарев        |
| Александр Лебедев | Николай Окунев |
| Лев Перфилов      | Франц Клавичек |
| Виктор Степанов   | Вихрастый      |
| Лидия Пикторская  | мать Корчагина |

### В эпизодах
| Актёр                | Роль                                   |
| -------------------- | -------------------------------------- |
| Константин Степанков | Аким                                   |
| Ада Роговцева        | Христина в тюрьме                      |
| Валентина Телегина   | самогонщица в тюрьме                   |
| Леонид Пархоменко    | чекист Холява                          |
| Д. Варенюк           |                                        |
| Николай Гринько      | станционный чекист                     |
| Григорий Тесля       | председатель губисполкома              |
| Леонид (Лазарь) Усач | гимназист Сухарько приятель Лещинского |
| Феликс Яворский      | Виктор Лещинский                       |
| Евгений Михайлов     | Сергей Брузжак                         |

### Нет в титрах
| Актёр            | Роль                       |
| ---------------- | -------------------------- |
| Евгений Моргунов | урка в поезде              |
| Геннадий Юхтин   | в бараке                   |
| Дмитрий Капка    | дежурный в губкоме         |
| Михаил Крамар    | пассажир в вагоне Васенька |
| Зоя Василькова   | пассажирка                 |
| Степан Шкурат    | дед в тюрьме               |
| Андрей Сова      | петлюровец                 |
| Олег Голубицкий  | брат Риты Устинович        |
| Юрий Чекулаев    | Василий муж Тони Тумановой |

## Съёмочная группа
- Автор сценария: Константин Исаев
- Режиссёр: Александр Алов, Владимир Наумов
- Оператор: Илья Миньковецкий, Сурен Шахбазян
- Композитор: Юрий Щуровский
- Художник: Вульф Агранов
- Звукооператор: Ариадна Федоренко
- Художник по костюмам: Ольга Яблонская
- Директор фильма: Бернард Глазман

## Факты
- На роль Павки Корчагина изначально был утверждён Георгий Юматов, который даже начал сниматься, пока внезапно не заболел. Ситуация вынудила режиссёров Алова и Наумова срочно искать замену. Нашли её в соседнем павильоне, где проходили съёмки фильма «Триста лет тому…», в котором снимался студент 3-го курса щукинского училища Василий Лановой. Замена актёра главной роли на долгое время рассорила Юматова с Лановым.[1] Помириться актёры смогли только на съёмках фильма Владимира Рогового «Офицеры».

Василий Лановой отлично справился с этой задачей. Своим исполнением он как бы осовременил этот классический образ комсомольца двадцатых годов, вдохнул в него новую жизнь, ничего не утратив из литературного образа.— Кинокритик В. Тулякова, 1967 год